# Stacja towarowa

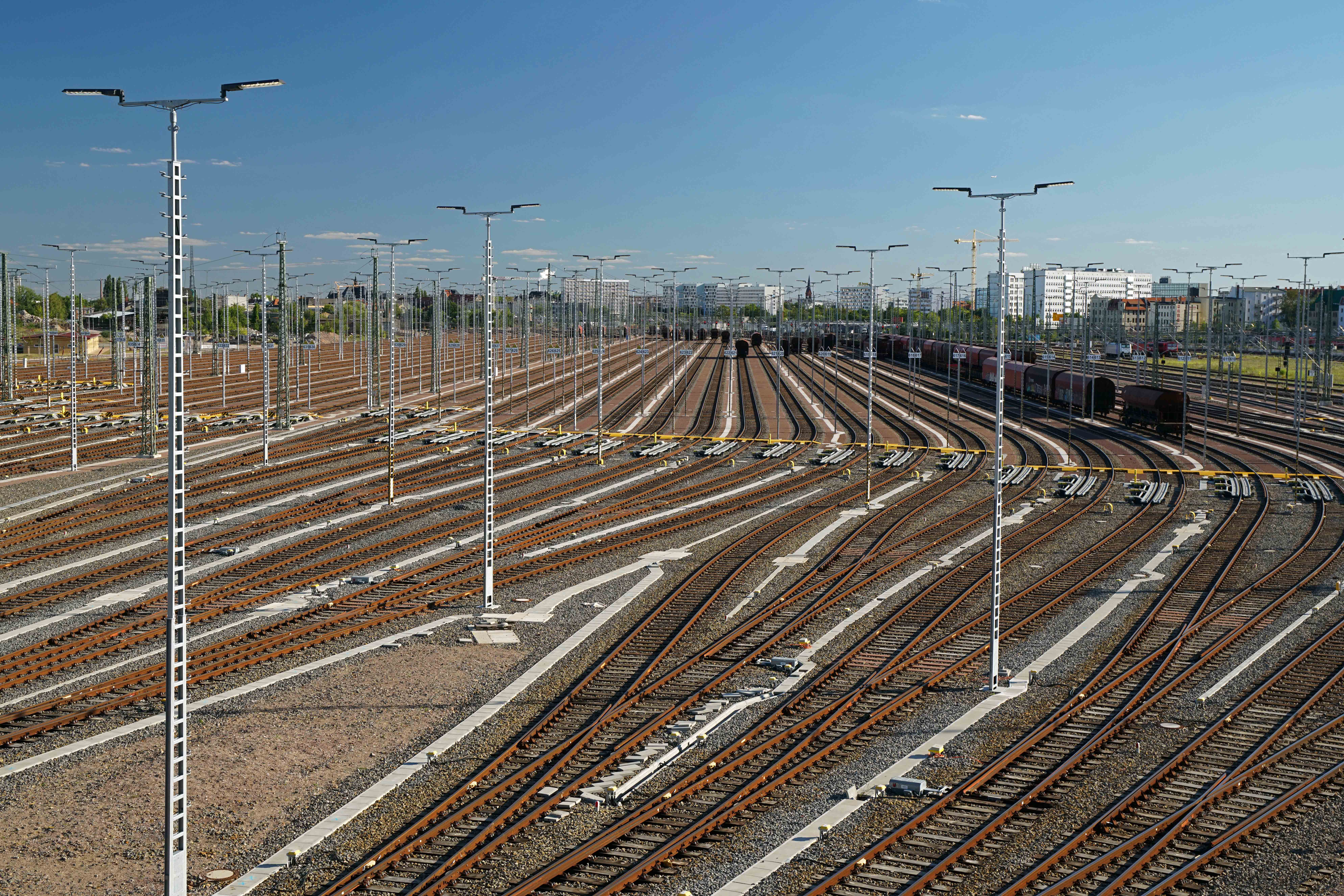
Stacja towarowa w Halle

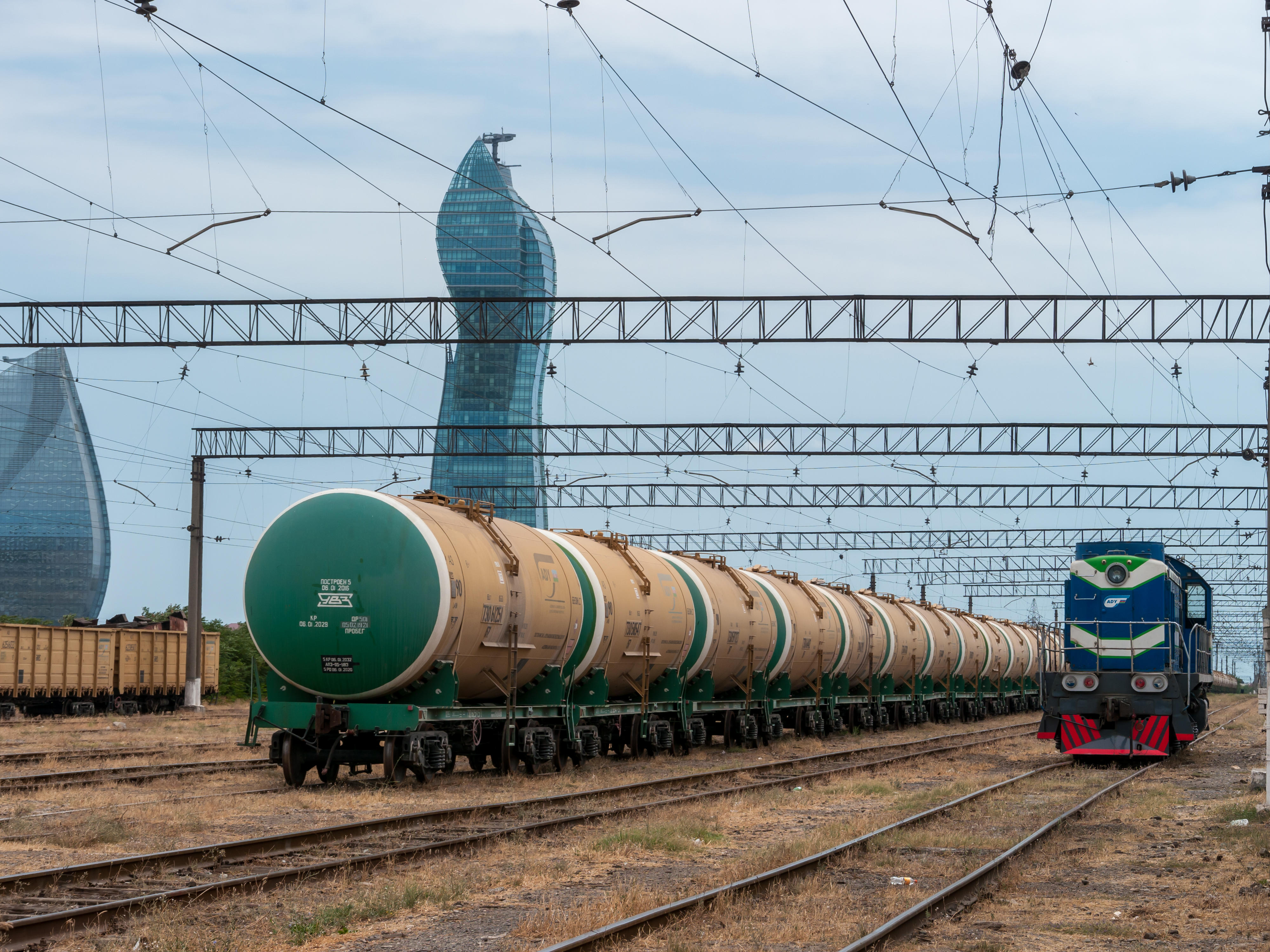
Stacja towarowa w Baku

Stacja towarowa jest obiektem infrastruktury kolejowej służącym wyłącznie lub głównie do obsługi załadunku lub rozładunku wszelkiego rodzaju towarów ze statków lub pojazdów drogowych, jak i też przekazywaniem wagonów do lokalnych bocznic oraz procesów odwrotnych.
Stacje te posiadają rozbudowany układ torów, który pozwala na realizację prowadzonych załadunków, rozładunków, składowania i sortowania przewożonych w wagonach dóbr. Część z tych torów służy do obsługi ruchu i sortowania wagonów, co odbywa się w głównej mierze z wykorzystaniem torów równoległych. Stacja towarowa zazwyczaj jest także wyposażona w urządzenia dodatkowe o stałym lub czasowym charakterze, takie jak dźwigi, pasy transmisyjne, koparki, rampy do załadunku lub podnośniki widłowe.
Stacje, na których nie odbywa się specjalnie odbieranie i ekspediowanie towarów zwane są też stacjami przeładunkowymi.